# Nazionale maschile di baseball della Cina
La nazionale maschile di baseball cinese rappresenta la Repubblica Popolare Cinese nelle competizioni internazionali.

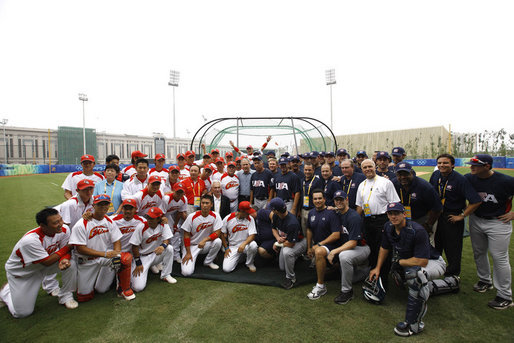
La nazionale cinese (sinistra) assieme alla nazionale statunitense e al 43º presidente degli USA George W. Bush (al centro), durante le olimpiadi del 2008

## Piazzamenti

### Giochi olimpici
- 1992 : non qualificata
- 1996 : non qualificata
- 2000 : non qualificata
- 2004 : non qualificata
- 2008 : 8° (nazione ospitante)

### World Baseball Classic
- 2006 : 15°
- 2009 : 11°
- 2013 : 13°
- 2017 : 16°

### Campionato mondiale di baseball
- 1938 al 1994 (32 edizioni) : non partecipante
- 1998 : 12°
- 2001 : non partecipante
- 2003 : 11°
- 2005 : 10°
- 2007 : non partecipante
- 2009 : 22°
- 2011 : non partecipante

### Giochi Asiatici
- 1994 : 4°
- 1998 : 4°
- 2002 : 4°
- 2006 : 4°
- 2010 : 4°
- 2014 : 4°
- 2018 : 4°

### Campionati Asiatici
- 1954 al 1983 (12 edizioni) : non partecipante
- 1985 : 5°
- 1987 : 6°
- 1989 : 4°
- 1991 : 6°
- 1993 : 5°
- 1995 : 4°
- 1997 : 4°
- 1999 : 4°

- 2001 : non partecipante
- 2003 : 4°
- 2005 :  3°
- 2007 : non partecipante
- 2009 : 4°
- 2012 : 4°
- 2015 : 4°
- 2017 : ritirato
- 2019 :  3°

### Coppa Intercontinentale
- 1973 al 1999 (14 edizioni) : non partecipante
- 2002: 11°
- 2006: non partecipante
- 2010: non partecipante